# Mrs Vandebilt
Mrs Vandebilt è un brano musicale di Paul e Linda McCartney, tratto dall'album Band on the Run, e pubblicato nel 1974 come singolo dalla loro band Wings.
Il brano venne pubblicato come singolo solamente in Europa (eccetto che in Gran Bretagna) e in Australia.

## Il brano
Il testo della canzone include un riferimento ad un'espressione tipica dell'artista di music-hall inglese Charlie Chester. Howie Casey esegue nel brano un assolo di sassofono. 
McCartney ha ammesso che la frase di sax venne ripresa nota per nota anche nella canzone Mine for me, che Paul nel 1974 regalò a Rod Stewart.
Il brano venne registrato durante le sessioni per l'album Band on the Run svoltesi a Lagos, in Nigeria. Mentre si stava registrando il brano, si verificò un black out che lasciò lo studio al buio, ma le sessioni poterono continuare grazie all'ausilio di alcuni generatori di emergenza. Sovraincisioni suppletive furono aggiunte successivamente a Londra.
Vari elementi della canzone, come l'espressione del testo "ho, hey ho", sono stati campionati nel brano Ho' is Short For Honey del rapper 88-Keys, presente nel suo album del 2008 The Death of Adam.

## Tracce singolo
1. Mrs Vandebilt (Paul & Linda McCartney) - 4:41
2. Bluebird (Paul & Linda McCartney) - 3:22

## Crediti
- Paul McCartney: voce, basso, batteria, chitarra
- Linda McCartney: tastiere, coro
- Denny Laine: chitarra, coro
- Howie Casey: sassofono[3]